# پاپیروس جادویی یونان
پاپیروس جادویی یونان (انگلیسی: Greek Magical Papyri) نامی است که محققان به بدنه ای از پاپیروس از مصر یونانی-رومی داده‌اند که بیشتر به زبان یونانی باستان (اما همچنین به زبان قبطی، دموتیک و غیره) نوشته شده است. هر کدام شامل تعدادی طلسم جادویی، فرمول‌ها، سرودها و آیین‌های دین مصر باستان است. تاریخچه مواد موجود در پاپیروس از ۱۰۰ سال قبل از میلاد تا ۴۰۰ پس از میلاد است. نسخ خطی از طریق تجارت آثار باستانی، از دهه ۱۷۰۰ به بعد، آشکار شد. یکی از شناخته شده‌ترین این متون، مناجات‌نامه میترا است.